# Matt Cameron
Matthew David Cameron (San Diego, California; 28 de noviembre de 1962) es un baterista estadounidense. Se hizo conocido por formar parte de la banda de grunge Soundgarden y por su posterior trabajo en Pearl Jam, donde tocó hasta 2025.

## Carrera
Formó parte, y es hasta hoy uno de los mejores exponentes de lo que fue el movimiento Grunge de principio de los 90's. Inició su carrera musical en Skin Yard, dejando esta agrupación en 1986 para incorporarse, junto a Ben Shepherd, Kim Thayil y Chris Cornell a Soundgarden. Tras una exitosa carrera, que vendió millones de discos y creó una especie de culto en torno a Soundgarden, llega su disolución en 1997. Posteriormente participa de varios proyectos, entre los que cabe mencionar Queens of the Stone Age, Wellwater Conspiracy y Pearl Jam.
También participó en la grabación del disco Adore de los Smashing Pumpkins. Matt participó en el álbum My Favorite Headache, disco solista de Geddy Lee (bajista, teclista y cantante de Rush) editado en el año 2000 por Atlantic Records.
Su desempeño como baterista de Pearl Jam comenzó en el año 1998, época donde Pearl Jam realizó una importante gira por Estados Unidos mostrando su quinto álbum de estudio titulado Yield, gira reunida en un disco original en vivo titulado Live On Two Legs. Cameron ha realizó grandes aportes a la banda, participando en la evolución musical de la banda a través de los seis álbumes de estudio editados desde su inclusión (Binaural, 2000; Riot Act, 2003; Pearl Jam, 2006; Backspacer, 2009; Lightning Bolt, 2013; Gigaton, 2020).
El martes 24 de marzo de 2009, en el nuevo y remodelado Club Crocodile, en Seattle, WA se realizó un recital donde participaron Matt Cameron, Ben Shepherd, Kim Thayil y Tad Doyle, formando el grupo denominado TADarden. El nombre del grupo proviene de la combinación entre la banda original de Tad Doyle, TAD y Soundgarden. El recital fue parte de la gira de The Nightwatchman, la banda de Tom Morello.
En 2010 es parte del retorno de Soundgarden a una nueva gira luego de 12 años.
El 7 de julio de 2025 anunció que dejaba Pearl Jam tras 27 años en la agrupación, aclarando que no se retiraría de la música y que seguiría estando activo.